# Pokrzywno (Kępa)
Pokrzywno – część wsi Kępa w Polsce, położona w województwie wielkopolskim, w powiecie czarnkowsko-trzcianeckim, w gminie Trzcianka, na północny wschód od Trzcianki. Od 1999 r. Pokrzywno jest samodzielnym sołectwem.
W latach 1975–1998 Pokrzywno należało administracyjnie do województwa pilskiego.
Pokrzywno graniczy z wsią Kępa. Oddziela go tylko tablica - na jednej stronie jest napis Pokrzywno, a na drugiej Kępa.
Pokrzywno pierwszy raz wspomniano w 1569 roku. Jak podają źródła, w Pokrzywnie funkcjonowała huta szkła, która jednak nie działała długo, bo brak o niej wzmianek w późniejszych dokumentach.
Pokrzywno zawdzięcza swój rozwój zakładom PGR, istniejącym tu do 1992 r. W Pokrzywnie przez wiele lat prowadzona była hodowla owiec.
Nie ma własnego kościoła, wierni uczęszczają na nabożeństwa do pobliskiej Kępy. W Pokrzywnie nie ma również szkoły. Dzieci z Pokrzywna oraz Kępy dojeżdżają do szkoły w Łomnicy.
Pokrzywno ma połączenie autobusowe z Trzcianką, Piłą i Czarnkowem.